# Rio Clăniţa
O Rio Clăniţa é um rio da Romênia, afluente do Teleorman, localizado no distrito de Argeş,

Teleorman.